# Олейниково (Волгоградська область)
Олейниково (рос. Олейниково) — село у Даниловському районі Волгоградської області Російської Федерації.
Населення становить 0 осіб. Входить до складу муніципального утворення Білопрудське сільське поселення.

## Історія
Село розташоване у межах українського історичного та культурного регіону Жовтий Клин.
Згідно із законом від 22 грудня 2004 року № 1058-ОД органом місцевого самоврядування є Білопрудське сільське поселення.

## Населення
| 2010 |
| ---- |
| 0    |